# Nostradamus (1994)
Nostradamus (bra: As Profecias de Nostradamus) é um filme franco-teuto-romeno-britânico de 1994, do gênero drama biográfico, dirigido por Roger Christian, coautor do roteiro (com Piers Ashworth) e trilha sonora de Barrington Pheloung.

## Sinopse
A vida de Nostradamus, físico, astrólogo e famoso vidente que viveu na Europa no século 16, seus amores e conflitos com a ciência medieval e a inquisição, além de suas primeiras experiências com visões do futuro.

## Elenco
- Tchéky Karyo  ....... Nostradamus
- F. Murray Abraham ....... Scalinger
- Rutger Hauer  ....... o monge místico
- Amanda Plummer ....... Catarina de Médici
- Julia Ormond  ....... Marie
- Assumpta Serna  ....... Anne
- Anthony Higgins  ....... Henrique 2.º
- Diana Quick ....... Diane de Portier
- Michael Gough  ....... Jean de Remy
- Maia Morgenstern ....... Helen
- Magdalena Ritter  ....... Sophie
- Bruce Myers  ....... professor
- Leon Lissek  ....... inquisidor
- Michael Byrne ....... inquisidor
- Stefan Patoli ....... inquisidor